# Syllis regulata
Syllis regulata är en ringmaskart. Syllis regulata ingår i släktet Syllis och familjen Syllidae. Utöver nominatformen finns också underarten S. r. carolinae.